# 人和
人和（レンホウ、レンホー）とは、麻雀における役のひとつ。子が自家の第一ツモより前にロン和了した際に成立する。ただし、地和と同じく、第一ツモより前に副露や暗槓があれば、無効となる。ローカル役であるとして、人和を採用しないルールも多く、採用している場合も細かい取り決めにバラつきが見られる。

## 打点の取り決め
現在多くの各種プロ団体・競技団体は人和を採用していない。しかし雀荘やオンラインの麻雀では採用されていることが多く、その際の得点の扱いについては以下のようなバリエーションがある。
- 天和・地和と同じく役満とするルール[1]。役満祝儀が発生する。一時期は役満とするルールがほとんどであった[1][2]。
- 満貫もしくは跳満もしくは倍満とするルール[1][3][4]。これについても下記の2パターンに分かれる。
  - 他の役との複合を認めず、満貫・跳満・倍満で打ち切りとする[2]。通常の役の複合により計算上人和よりも高くなる場合は高点法によりそちらを採用する[1][2][5]。
  - 特定の飜数を与え、他の役との複合を全般的に認める。（満貫とする場合は4飜、跳満とする場合は6飜、倍満とする場合は8飜）

（例）子の配牌   ロン   ドラ表示牌
例えばこのような牌姿で人和が4飜となっていた場合、「人和・中・ドラ1」で6飜の跳満となる。満貫止まりなら満貫であり、中やドラなどは考慮されない。
オンライン麻雀では、麻雀格闘倶楽部・雀龍門は役満、MJシリーズは倍満打ち切りで採用している。一方、天鳳・東風荘・ハンゲームなどでは採用していない。（後掲#採用状況節も参照のこと）
人和を役として認めない場合、他に役がなければ役ナシのチョンボとなる。初対面の相手とセットを組む場合やフリー雀荘等で打つ場合は卓に着く前に確認しておくのが望ましい。

## 1巡目の定義
人和を採用しているルールでは、多くの場合「副露や暗槓のない初巡の、自分の第1ツモ以前のロン和」を人和としている。しかし、地域や時代によってこれとは異なる定義になっている場合もあり、以下のようなバリエーションが存在する。
- チー・ポン・カンのない初巡の、自分の第1ツモ以前のロン和了を人和とする[1][2]（一般的な定義）
- 親の第1打をロン和了した場合のみを人和とする[11]。
- 親の第1打をロン和了した場合を地和とし[1][11]、人和を採用しない[11]。（これは地和の古い定義であり、地和も参照されたい）
- 第1ツモでツモ和了した場合もしくは相手の第1打をロンした場合を人和とする。この定義の場合、自分の第1ツモを経た後であっても、相手の第1打でロン和了すれば人和となる[1][11][12]。（これを「純粋な第1巡目における和了」とのみ定義するルールブックもある[13]。現在人和を採用している場合であっても、この定義になっていることは極めて稀である）

そもそも極めて発生しづらい役である上、昭和初期から戦後すぐまでの時期にかけて、いくつもの団体・グループがバラバラに人和の定義を制定した経緯があり、ルールの整備・統一が長らくなされなかった。各地の雀荘・団体・グループなどで人和の定義が様々に異なっていたのはそのためであり、現在もなお人和の採不採・値段はまちまちである。トラブルを避けるためにも、人和を採用しているか否か、採用している場合はどのような定義になっているか、値段の取り決め等については事前の確認が必要である。

## 歴史
元々中国の一部の古典麻雀で、最後の捨牌をロンする和了を人和と言っていた。つまり現在の河底撈魚に相当する役を人和と言っていた。大正末期から昭和初期にかけて麻雀が日本化する過程で、中国麻雀にはない「河」のルールが整備され、新たに河底撈魚という役が発生すると、元々の人和（河底ロン）は忘れられていった。時期を前後して昭和3年、天和・地和（親の第1打でのロン和了、原義の地和）に対する役として、「子の第1ツモでの和了」（現在の地和）および「第1打に対するロン和了」を人和の名で呼ぶようになり、人和という名称の役はこれ以後広まることになった。
ただし、人和の定義と地和の定義は、昭和初期の段階から終戦まもなくの麻雀復興期（昭和20年代前半ごろ）を過ぎてもバラバラのまま纏まらなかった。やがて地和の定義が「第1打ロン」から「第1ツモでの和了」に移ってゆくと、第1打でのロン和了が人和と呼ばれるようになった。地和の定義は「子の第1ツモでのツモ和了」で固まったが、人和の定義はその後も引き継き混乱したまま、「親の第1打でロン和了」「第1巡以内のロン和了」「自分の第1ツモまでのロンアガリ」 など数通りが広範囲に広まった。現在は「チー・ポン・カンの無い自分の第1ツモ以前のロン和了」という定義がもっとも普及しているが、役の値段とともに扱いは完全には定まらない状態となっている。

## 採用状況
- ルールの列のソートボタンで元の順序に戻る。
- ネット麻雀のルール以外のルールについては、人和に関して何の言及もしていないルールは一覧から除外した。

| ルール                             | 種別             | 採不採/値段             | 通常役と | 定義/備考/細目 | 出典   |
|                                    |                  |                         | の複合   | |        |
| ---------------------------------- | ---------------- | ----------------------- | -------- | --- | ------ |
| 東風荘                             | ネット麻雀       | 人和なし                | －       | | [ 9 ]  |
| 雀賢荘                             | ネット麻雀       | 人和なし                | －       | | [ 16 ] |
| ハンゲーム麻雀4                    | ネット麻雀       | 人和なし                | －       | | [ 10 ] |
| Maru-Jan                           | ネット麻雀       | 役満                    | －       | 東家も子の第1打でロン和了すれば人和となるルール | [ 17 ] |
| ロン2                              | ネット麻雀       | 満貫 (4飜役)            | 認めない | 他で跳満以上の場合は高点法適用。 | [ 5 ]  |
| 天鳳                               | ネット麻雀       | 人和なし                | －       | | [ 8 ]  |
| 雀魂                               | ネット麻雀       | 人和なし（一部可能）    | －       | 4人友人戦において、ローカル役をありルールにすることで適用。役満扱い。 | [ 18 ] |
| 麻雀一番街                         | ネット麻雀       | 人和なし（一部可能）    | －       | 友人戦の二人麻雀（清一色の試練）で採用。大会戦ロビーでも設定可能。役満扱い。 |        |
| 闘牌王                             | ネット麻雀       | 満貫 (4飜役)            | 言及なし | | [ 19 ] |
| 雀龍門M                            | ネット麻雀       | 役満                    | －       | | [ 7 ]  |
| 雀バト                             | ネット麻雀       | 役満                    | －       | 2012年2月29日にサービス終了。 | [ 20 ] |
| 麻雀ロワイアル                     | ネット麻雀       | 役満                    | －       | | [ 21 ] |
| NMB48のカジュアルパーティー        | ネット麻雀       | 倍満 (8飜役)            | 認める   | | [ 22 ] |
| 麻雀格闘倶楽部                     | アーケード麻雀   | 役満                    | －       | | [ 6 ]  |
| セガNET麻雀 MJ Arcade              | アーケード麻雀   | 倍満                    | 認めない | | [ 3 ]  |
| セガNET麻雀 MJ Arcade / Mリーグ卓  | アーケード麻雀   | 人和なし                | －       | | [ 23 ] |
| 日本プロ麻雀連盟                   | 団体等公式ルール | 満貫                    | 認めない | | [ 24 ] |
| 麻将連合                           | 団体等公式ルール | 人和なし                | －       | | [ 25 ] |
| RMU                                | 団体等公式ルール | 人和なし （2014年廃止） | －       | | [ 26 ] |
| 101競技連盟                        | 団体等公式ルール | 人和なし                | －       | | [ 27 ] |
| 全国麻雀段位審査会                 | 団体等公式ルール | 4飜役                   | 認める   | | [ 28 ] |
| 学生麻雀連盟                       | 団体等公式ルール | 人和なし                | －       | | [ 29 ] |
| ヨーロッパ麻雀協会                 | 団体等公式ルール | 役満                    | －       | | [ 30 ] |
| 『新現代ルールによる図解麻雀入門』 | 市販ルールブック | 役満 (三倍満)           | 認めない | 1979年発行、天野大三/青山敬共著。 定義が「チー・ポン・カンのない純粋な1巡目での和了」（即ち第1ツモでのツモ和了もしくは相手の第1打でのロン和了）となっており、かつ、東家も子の第1打でロン和了すれば人和となる。            | [ 13 ] |
| 『カラー版 麻雀教室』              | 市販ルールブック | 役満 (三倍満)           | －       | 1986年発行、栗原安行著。 定義が「第1ツモでのツモ和了もしくは相手の第1打でのロン和了」となっており、かつ、東家も子の第1打でロン和了すれば人和となる。                                                                      | [ 12 ] |
| 『平成版 麻雀新報知ルール』        | 市販ルールブック | 人和なし                | 認めない | 1997年発行、井出洋介監修。 新報知ルールでは人和を採用役から除外しているが、人和についての一般的な解説を掲載しており、「人和は定義・値段がグループによって違う」「人和は他の役とは複合しない」「高点法適用可」としている。 | [ 1 ]  |